# August Gysin
August Gysin (* 30. Juni 1816 in Liestal; † 13. Juni 1876 ebenda) war ein Politiker des Schweizer Kantons Basel-Landschaft.

## Leben
August Gysin studierte Rechtswissenschaften in Heidelberg und war 1840–1842 zweiter und 1842–1854 erster Obergerichtsschreiber in Liestal. 1850 wurde er als Vertreter der oppositionellen sog. Bewegungspartei in den Verfassungsrat gewählt. In der engen Zusammenarbeit zwischen der Kantonsregierung und der Schweizerischen Centralbahn sah er eine Verfilzung und war daher einer der bedeutendsten Kritiker. 1854 wurde er selbst in den Regierungsrat gewählt und leitete das Justiz- und Polizeidepartement. 1857 wurde er abgewählt. Vom Juli 1855 bis und mit Juni 1856 war er in der Fraktion der Linken im Ständerat. 1875 war er für kurze Zeit Obergerichtspräsident und Staatsanwalt und hatte ab 1876 bis an sein Lebensende erneut das Amt des ersten Obergerichtsschreibers inne.